# 마닐라 전투 (1945년)
마닐라 전투(필리핀어: Labanan sa Maynila; 일본어: マニラの戦い Manira no Tatakai[*]; 스페인어: Batalla de Manila;)는 제2차 세계 대전의 1944-45년 필리핀 전역 중 일어난 주요 전투이다. 이 전투는 필리핀의 수도인 마닐라에서 미국 및 필리핀 자치령 연합군과 일본군 사이에 벌어졌다. 한 달간 이어진 이 전투로 최소 10만 명의 민간인이 사망하고 도시가 완전히 파괴되었으며, 이는 태평양 전쟁 중 미군이 치른 최악의 시가전이었다. 전투 중 일본군은 필리핀 민간인에 대한 대량 학살을 저질렀고, 미군의 대규모 포격 또한 많은 인명 피해를 발생시켰다. 도시의 많은 랜드마크에 참호로 방어선을 구축한 일본군의 맹렬한 저항과, 이들을 격퇴하기 위한 미군의 대규모 포격 사용은 마닐라의 건축 및 문화 유산을 파괴했으며, 이는 도시 설립 이래의 역사적 유산에 큰 피해를 입혔다. 종종 "아시아의 스탈린그라드"로 불리는 이 전투는 역사상 가장 파괴적인 시가전 중 하나로 널리 알려져 있으며, 미군이 치른 단일 시가전 중 가장 큰 규모이다.
이 전투로 마닐라는 베를린 및 바르샤바와 함께 제2차 세계 대전에서 가장 파괴된 수도 중 하나가 되었다. 연합군의 승리는 약 3년에 걸친 일본의 필리핀 군사 점령(1942–1945)을 종식시키는 데 크게 기여했다. 마닐라 함락은 더글러스 맥아더 장군이 섬 해방 작전에서 승리하기 위한 핵심으로 여겨졌지만, 1945년 8월 전쟁이 끝날 때까지 루손섬(및 필리핀 다른 지역)에서는 치열한 전투가 계속되었다. 이 전투는 현재까지 마닐라에서 벌어진 마지막 전투이다.

### 일본군의 방어

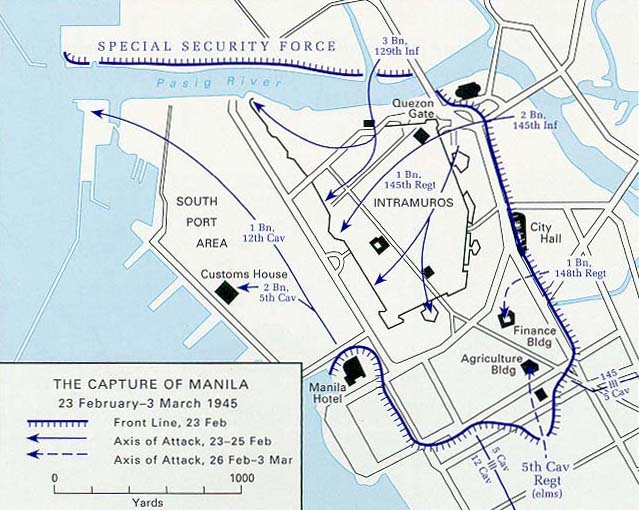
마닐라 점령 지도

미군이 여러 방향에서 마닐라로 집결하면서, 그들은 도시를 방어하는 대부분의 일본 육군 병력이 필리핀 일본 육군 총사령관인 야마시타 도모유키 장군의 명령에 따라 바기오로 철수했음을 알게 되었다. 야마시타는 북부 루손에서 필리핀-미군과 협력하여 마멸 작전을 벌여 일본 본토에 대한 연합군 침공 방어를 위한 시간을 버는 것을 목표로 삼았다. 그는 세 개의 주요 집단을 지휘했다: 마닐라 동쪽 산에 있는 "심부 집단" 8만 명, 마닐라 북쪽 언덕에 있는 "켐부 집단" 3만 명, 그리고 루손 북동쪽에 있는 "쇼부 집단" 15만 2천 명이었다.:72
야마시타는 1941년 일본군에게 함락되기 전 더글러스 맥아더 장군이 그랬던 것처럼 마닐라를 무방비 도시로 선언하지 않기로 결정했다. 이는 일본 군대의 "투지"를 손상시킬 수 있다는 우려에 기반한 것이지, 야마시타가 도시를 진지하게 방어하려 했기 때문은 아니었다. 그는 도시의 100만 주민을 먹일 수 없다고 생각했고,:72 대규모의 가연성 목조 건물이 있는 넓은 지역을 방어할 수 있는 병력의 능력에 의구심을 품었다. 마닐라 자체를 두고 싸울 계획은 없었지만, 야마시타는 "심부 집단" 사령관인 요코야마 시즈오 장군에게 미군 병력이 대규모로 도착하는 즉시 해당 지역의 모든 교량 및 기타 주요 시설을 파괴한 후 도시에서 병력을 철수시키라고 명령했다.
이러한 명령에도 불구하고 일본 제국 해군 제31특별기지대 사령관인 이와부치 산지 해군 소장은 마닐라에서 최후의 전투를 벌이기로 결심했다. 명목상 심부 집단 소속이었지만, 이와부치는 도시에서 철수하라는 명령을 반복적으로 무시했다. 일본 해군 참모부는 이와부치의 계획에 동의하여 야마시타의 concerted, unified defense에 대한 미군과의 대결 시도를 전복시켰다.:72–73 이와부치는 마닐라 해군 방위대라고 지정된 12,500명의 병력을 지휘했으며,:73 노구치 가쓰조 대령과 아베 사부로 대위 휘하의 IJA 병력 4,500명이 증원되었다.:73 이들 부대는 16세기 인트라무로스 요새 내부를 포함하여 도시에 광범위한 방어 진지를 구축했고, 듀이 대로의 야자수를 베어 활주로를 만들었으며, 주요 도로에 바리케이드를 설치했다.:73 이와부치는 자신의 부대를 노구치 휘하의 북부군과 후루세 다쿠스에 대위 휘하의 남부군으로 분할했다.:74
이와부치는 전함 기리시마를 지휘했으며 1942년 과달카날 근해에서 미군에 의해 침몰했을 때 생존했는데, 이는 장교로서 명예에 오점을 남긴 것으로 인식되어 그가 필사적으로 싸우려는 동기가 되었을 수 있다. 전투가 시작되기 전, 그는 부하들에게 연설했다.
우리는 이 장엄한 전투에서 조국을 위해 봉사할 수 있는 기회를 갖게 되어 매우 기쁘고 감사하게 생각한다. 이제 남은 힘으로 용감하게 적과 교전할 것이다. 천황 폐하 만세! 우리는 최후의 일인까지 싸우기로 결심했다.

## 전투 계획
맥아더는 휘하부대중 최정예인 6군을 7함대의 지원 하에 링가옌만으로 상륙할 계획을 세웠고 예정일은 1945년 1월 9일이었다. 한편 제14방면군장 야마시타 도모유키 대장은 루손섬 확보를 위한 결전이 불가능하다고 판단한 나머지 예하 병력을 3개 집단으로 나누어 최대한의 지구전을 실시하기로 결심했다. 쇼오부 집단은 카라발로 산악지대의 방어에 주력하고, 켐부 집단은 클라크 비행장 일대를 방어하며, 심부 집단은 남부 루손을 방어하기로 하였다. 일본군의 병력은 쇼오부 집단이 140,000명, 켐부 집단이 30,000명, 심부 집단이 80,000명 등 총 250,000명이었고, 150대의 항공기가 이를 지원하였다.

## 경과
1월 4일, 850척의 대함대는 레이테섬을 출발하였다. 항해 도중 가미카제의 공격을 받아 17척이 격침되었으나, 예정된 시간에 링가옌만을 엄습하였다. 이 작전은 거의 무저항 속에 이루어졌으며, 저녁까지 68,000명의 병력이 상륙하였다. 이후 1 군단이 카라발로 산악 방면을 견제하는 동안, 14 군단은 신속히 남진하여 1월말까지 클라크 비행장 일대를 장악하였다. 일본군은 해군 측의 주장에 따라 마닐라 방어를 결심하였고, 한달간의 치열한 시가전끝에 미군은 마닐라를 점령하였다. 켐부 집단은 병력이 적었던 탓에 미국 14 군단의 맹공을 받아 쉽게 격파되었으나, 심부집단과 쇼오부집단은 끈질기게 버텼다. 그들의 전투 중에서 특히 발레테 고개와 살락삭 협로에서의 전투는 매우 치열하였다. 미군은 점차 일본군의 근거를 박탈해 나갔지만, 종전까지도 저항을 종식시키지 못했다. 7개월에 걸친 루손 지구전에서 미군은 38,000명이 피해를 입었으나, 일본군은 확인된 수만도 170,000명에 달했다.

## 결과
일본군의 전사자는 약 12,000명, 미군의 피해는 전사자 1,020명 부상자 약 5,600명이었다. 시민의 피해자는 약 10만 명으로 추정된다. 마닐라 해군 방위대의 잔존 병력은 남부를 탈출하여 진무집단의 지휘 하에 코세 부대(지휘관 : 코세 키키 해군 대령)로 개편되었다.
마닐라 소재의 포로수용소 2곳에서 해방된 연합군 포로는 약 5,800명이었고, 필리핀 죄수 약 3,800명이 무사히 미군에 수용되었다. 제14방면군 홍사익 중장 등은 포로를 석방하는 방침을 결정하고, 연합군 침공 이전의 조기 석방도 검토하고 있었지만, 식량 확보 등을 걱정 한 포로의 반대가 있었기 때문에 연합군 부대의 도착을 기다려 인도를 했다.
연합군은 바탄반도와 코레히도르섬의 일본군도 제압하면서, 마닐라만의 안전을 확보하고 재정비한 마닐라의 항구를 병참 기지로 이용할 수 있게 되었다.
전투의 결과, 마닐라시의 건물의 대부분이 피해를 받았다. 인트라무로스 지역의 옛 미국 대사관 앞에 남아있는 철제 깃대에는 엄청난 수의 탄흔이 새겨진 당시의 격전을 연상할 수 있다. 손상된 건물은 전후 복구 과정에서 거의 해체되어 버렸다.
또한 정부 청사나 대학, 교회 등에 담겨 있던 마닐라 시 창건 이래의 역사적 유물도 건물과 함께 파괴되어 버렸다. 아시아, 스페인, 미국의 문화가 섞여 ‘동양의 진주’라고 불렸던 아시아 최초의 국제도시의 유산, 건축물, 미술품도 완전히 소멸했다. 이것은 지금도 필리핀의 국가적 비극으로 알려져 있다.

## 전쟁 범죄
일본군은 단순히 시가전 연루된 시민들뿐만 아니라 항일 게릴라로 의심되는 시민을 학살했다. 야마시타 장군은 시민 학살에 대한 책임을 지고, 마닐라 군사 재판에서 심판을 받고, 교수형에 처해졌다.(자세한 내용은 야마시타 도모유키 참조).

## 같이 보기
- 마닐라 대학살
- 필리핀의 역사

## 참고
- Battle of Manila Footnotes: Battle for Manila by Richard Connaughton, John Pimlott and Duncan Anderson (2002) Presidio Press ISBN 0-89141-771-0
- World War II in the Pacific: An Encyclopedia (Military History of the United States) by S. Sandler (2000) Routledge ISBN 0-8153-1883-9
- By sword and fire: The Destruction of Manila in World War II, 3 February-3 March 1945 (Unknown Binding) by Alphonso J. Aluit (1994) National Commission for Culture and the Arts ISBN 971-8521-10-0